# Szuper Beton
La Szuper Beton (codice UCI: ---), nota in precedenza come De Rosa, è una squadra maschile ungherese di ciclismo su strada. Ha licenza di UCI Continental Team, ed è attiva nel professionismo dal 2010. È diretta da Fabio Bordonali e sponsorizzata dall'azienda manifatturiera scledense Utensilnord.

## Storia
La squadra nacque nel 2010 in seguito allo scioglimento della LPR Brakes-Farnese Vini. La De Rosa, che forniva le biciclette alla LPR, prese il controllo di quello che restava della squadra e con l'aiuto dei dirigenti della defunta LPR e della Stac Plastic, azienda operante nel settore chimico divenuta il secondo sponsor, creò il nuovo team.
La maggioranza della rosa 2010, undici sedicesimi, era composta da corridori che facevano parte della LPR. La squadra perse in particolare Danilo Di Luca, sospeso per doping, e Alessandro Petacchi, passato con altri compagni alla Lampre-Farnese Vini, mentre il precedente general manager Fabio Bordonali lasciò il posto al direttore sportivo Giovanni Fidanza, affiancato da Marco Tabai nel ruolo di direttore sportivo.
La De Rosa-Stac Plastic prese parte alla sua prima gara il 30 gennaio 2010, il Giro della Provincia di Reggio Calabria: un debutto vittorioso, in quanto Matteo Montaguti si aggiudicò la prima tappa e la classifica finale della corsa.

## Cronistoria

### Annuario
| Anno | Codice | Nome                      | Cat. | Biciclette | Dirigenza                                                             |
| ---- | ------ | ------------------------- | ---- | ---------- | --------------------------------------------------------------------- |
| 2010 | DER    | De Rosa-Stac Plastic      | PCT  | De Rosa    | Manager: Giovanni Fidanza Dir. sportivi: Marco Tabai                  |
| 2011 | DER    | De Rosa-Ceramica Flaminia | PCT  | De Rosa    | Manager: Fabio Bordonali Dir. sportivi: Giovanni Fidanza, Marco Tabai |
| 2012 | UNA    | Utensilnord-Named         | PCT  | De Rosa    | Manager: Fabio Bordonali Dir. sportivi: Marco Tabai                   |
| 2013 | UNA    | Utensilnord-Ora24.eu      | CT   | De Rosa    | Manager: Fabio Bordonali Dir. sportivi: Ferenc Stubán, Marco Tabai    |
| 2014 | UNA    | Utensilnord               | CT   | Bottecchia | Manager: Fabio Bordonali Dir. sportivi: Ferenc Stubán, Marco Tabai    |
| 2015 | UNA    | Utensilnord               | CT   | Bottecchia | Manager: Fabio Bordonali Dir. sportivi: Ferenc Stubán                 |
| 2016 | SZB    | Szuper Beton              | CT   | Bottecchia | Manager: Fabio Bordonali Dir. sportivi: Ferenc Stubán                 |

### Classifiche UCI
Nel 2005 fu introdotto l'UCI ProTour e, parallelamente, i Circuiti continentali UCI; dal 2009 le gare del circuito ProTour sono state integrate nel calendario mondiale UCI, poi divenuto UCI World Tour.
| Anno | Class.     | Pos. | Migliore cl. individuale  |
| ---- | ---------- | ---- | ------------------------- |
| 2010 | America T. | 25º  | Cristiano Benenati (138º) |
| 2010 | Europe T.  | 13º  | Roberto Ferrari (22º)     |
| 2011 | America T. | 39º  | Giorgio Brambilla (358º)  |
| 2011 | Asia T.    | 49º  | Michele Merlo (135º)      |
| 2011 | Europe T.  | 46º  | Paolo Bailetti (224º)     |
| 2012 | America T. | 35º  | Marco Zanotti (27º)       |
| 2012 | Europe T.  | 61º  | Filippo Baggio (261º)     |
| 2013 | Europe T.  | 24º  | Krisztián Lovassy (100º)  |
| 2014 | Africa T.  | 17º  | Alessandro Mazzi (62º)    |
| 2014 | Europe T.  | 89º  | Balázs Rózsa (328º)       |

## Palmarès

### Grandi Giri
- Giro d'Italia

Partecipazioni: 0
Vittorie di tappa: 0
Vittorie finali: 0
Altre classifiche: 0
- Tour de France

Partecipazioni: 0
Vittorie di tappa: 0
Vittorie finali: 0
- Vuelta a España

Partecipazioni: 0
Vittorie di tappa: 0
Vittorie finali: 0

### Campionati nazionali
- Campionati ungheresi: 5

In linea: 2013 (Krisztián Lovassy), 2014 (Balázs Rózsa)
Cronometro dilettanti: 2013 (Ábel Kenyeres), 2014 (János Pelikán), 2015 (Viktor Filutás)

## Organico 2015
Aggiornato al 1º marzo 2015.

### Staff tecnico
TM=Team manager; DS=Direttore sportivo.

### Rosa
|  | Naz.                |  | Sportivo       | Anno |  |  |
|  | ------------------- |  | -------------- | ---- |  |  |
|  | Ungheria (bandiera) |  | Žolt Der       | 1983 |  |  |
|  | Ungheria (bandiera) |  | Viktor Filutás | 1996 |  |  |
|  | Ungheria (bandiera) |  | Gergő Gönczy   | 1996 |  |  |
|  | Ungheria (bandiera) |  | Botond Holló   | 1992 |  |  |
|  | Ungheria (bandiera) |  | Zoltán Lengyel | 1995 |  |  |
|  | Ungheria (bandiera) |  | Dániel Móricz  | 1996 |  |  |
|  | Ungheria (bandiera) |  | János Pelikán  | 1995 |  |  |
|  | Ungheria (bandiera) |  | Tibor Róka     | 1966 |  |  |
|  | Ungheria (bandiera) |  | Balázs Rózsa   | 1995 |  |  |
|  | Ungheria (bandiera) |  | Zoltán Sipos   | 1991 |  |  |